# Presença de Anita
Presença de Anita a fost o miniserie braziliană care a fost demonstrat de Rede Globo, în perioada 7 - 31 august 2001, în total 16 capitole.
Scrisă de Manoel Carlos, miniseria se bazează pe cartea cu același nume a lui Mário Donato, a avut direcția generală a lui Ricardo Waddington și a lui Alexandre Avancini și a nucleului cu Ricardo Waddington.
El a numărat în rolurile principale Mel Lisboa, José Mayer, Helena Ranaldi, Vera Holtz, Carolina Kasting, Júlia Almeida și Leonardo Miggiorin.

## Distribuție
| Mel Lisboa         | Anita (Cíntia)   |
| José Mayer         | Fernando (Nando) |
| Helena Ranaldi     | Lúcia Helena     |
| Leonardo Miggiorin | Zezinho          |
| Júlia Almeida      | Luiza            |
| Vera Holtz         | Marta            |
| Carolina Kasting   | Julieta          |
| Taiguara Nazareth  | André            |
| Linneu Dias        | Venâncio         |
| Paulo Cesar Pereio | Armando          |
| Umberto Magnani    | Dr. Eugênio      |
| Clarisse Abujamra  | Cecília          |
| Walter Breda       | Antônio          |
| Marcos Caruso      | Gonzaga          |
| Nelson Sargento    | João             |
| Alexandre Barros   | Heitor           |